# 田辺真南葉
田辺 真南葉（たなべ まなは、2000年〈平成12年〉12月20日 - ）は、日本のアナウンサーおよびニュースキャスター。ウェザーニューズ所属。福井テレビの元アナウンサーおよび元アイドルタレント。東京都出身。

## 略歴

### 芸能界時代
2015年 - 芸能事務所サンミュージックプロダクションに入所。12月、 NHK-Eテレ『Rの法則』のR's7期メンバーに合格し、初のレギュラー・テレビ出演開始。
2016年 - 12月、TXN『水曜ミステリー9』にてテレビドラマ初出演。
2017年 - 3月、「超十代」にて、R's名義（R'sチア部）でファッションイベント出演。4月、AI女優養成プロジェクト「アクトレス・インキュベーション」のAI 6期生となり、同第6シーズンに参加。10月、元アイドリング!!!制作スタッフ（神原孝班）が立ち上げたバラエティ番組『アイドルING!!!〜ネクスト育成ング!!!』にレギュラー出演。および当番組から女性アイドルユニット「アイドルING!!!」が発足し、創設メンバーとして活動を始める。
2018年 - 7月、アイドルING!!!名義でCDデビュー。8月、同名義で大型音楽フェス（※@JAM EXPO 2018 横浜アリーナ）に初参加。10月、「東京モーターフェス2018」に参加。
2019年 - 1月27日、第6回「日本制服アワード」女子部門 準グランプリを受賞。4月、日本大学芸術学部放送学科に進学。12月末、アイドルユニット「アイドルING!!!」の活動を終了。
2021年 - 2月末をもって、所属事務所サンミュージックプロダクションを退所。同年エイジ・エンタテインメントの協力で、日本の大学サークル美人コンテスト「MISS CIRCLE CONTEST 2021」にエントリーしファイナルまで進出。グランプリ獲得はならなかったが、「審査員特別賞」「ANNIVERSAIRE賞」「MISCOLLE賞」の三賞を受賞した。またMISCOLLE賞の縁で、当年度秋冬のファッションショー「神戸コレクション」に出演している。

### キャスター・アナウンサー時代
2022年 - フジテレビの学生キャスターオーディションに合格。4月からのBSフジ新番組『週刊 プライムオンラインS』に第40期学生キャスターとしてレギュラー起用され、採用期間の9月末まで半年間出演した。翌年春からはアナウンサーとして、FNN系列局の内定を報告している。
2023年 - 3月、日本大学を卒業。4月、FNN系列の福井テレビにアナウンサーとして入社。報道部に所属し、5月末にプライム帯のニュースで放送デビュー。
2024年 - 4月より、県内の報道番組「福井テレビ News イット!」のキャスターに就任。
2025年 - 6月末をもって福井テレビを離れる。7月1日より気象情報会社のウェザーニュースキャスターに転身し、ウェザーニュースLiVE・コーヒータイムにて翌2日にデビュー。放送局のアナウンサーからウェザーニュースキャスターに転身したのは福井テレビと同じFNN系列局であるテレビ愛媛出身の福吉貴文に次いで2人目となった。

## 人物
- 趣味、特技は、コスメ・料理・神社巡り・筋トレ・自転車など。
- 2才からクラシック・バレエを習っており、全国バレエコンクールのジュニアクラスで多数の受賞歴がある。キーロフ・アカデミー・オブ・バレエ ワシントンD.C.校に留学経験があり、東京シティ・バレエ団付属校の特待生としてSクラスに所属していた[2]。
- 家族には姉がいる。猫を飼っており名は「ぽりす」。
- 愛称は「まなっはー」[12]。元アイドリング!!!の先輩メンバーが名付けた。そのアイドリング!!!で最も敬愛する人物は、創設メンバーである加藤沙耶香[13]。

## キャスター・アナウンサー時代担当番組
- 週刊 プライムオンラインS（2022年4月9日 - 9月24日、BSフジ）
- ざわザワ高校～哲学に溺れる海の教室～（2023年7月8日 - 2025年、福井テレビ）
- 福井テレビ News イット!（2024年2月〈代行〉、4月 - 2025年6月、福井テレビ）
- Fukuiクエスト！〜わがまちレベルアップLABO〜（2025年4月 - 6月、福井テレビ） - LABO研究員
- ウェザーニュースLiVE（2025年7月 - 、ウェザーニューズ）

## 過去の出演

### ドラマ
- 水曜ミステリー9「ホテル警備隊 田辺素直」（2016年12月24日、テレビ東京系）
- 木ドラ25「30歳まで童貞だと魔法使いになれるらしい」第7話（2020年11月20日、テレビ東京系）

その他
- AI女優養成プロジェクト「アクトレス・インキュベーション」第6シーズン（2017年4月 - 6月、ニコニコ生放送 / FRESH LIVE）

### バラエティ
レギュラー
- Rの法則（2015年12月 - 2018年4月、NHK-Eテレ） - R's7期メンバー
- アイドルING!!!〜ネクスト育成ング!!!（2017年10月 - 2018年12月22日、FRESH LIVE）

### CM・広告・イメージモデル
- レスリー・キーがつなぐポートレートメッセージ（2015年、NHK）
- 明光義塾 グラフィック広告（2017年12月から 、明光ネットワークジャパン）
- ルームエアコン「うるさら7」「珠城先生」篇 TVCM（2018年11月から、ダイキン工業）
- 制服ブランド「CONOMi」2019年度イメージモデル（2019年、CONOMiコーポレーション）

PR（単発）
- 神戸街歩き 北野異人館街（2022年2月、Kiss PRESS）

### 書籍
ムック
- girls! Vol.50（2017年6月12日、双葉社）

### イベント
- 超十代 - ULTRA TEENS FES 2017（2017年3月28日、幕張メッセ国際展示場） - R's名義
- 東京モーターフェス2018「U-18運転予備校」(2018年10月6日、東京臨海副都心)
- かとさやのニコ生あるけど来る？〜リターンズ〜（2018年10月30日、新宿ネイキッドロフト）
- 第6回「日本制服アワード」授賞式（2019年1月27日、ベルエポック美容専門学校）
- かとさやのニコ生あるけど来る？〜リターンズ vol.2〜（2019年2月7日、新宿ネイキッドロフト）
- ★まりあの26th Birthdayイベント★ 〜アラサーカウントダウンスタート！？〜（2019年3月16日、新宿ネイキッドロフト）[14]
- かとさやのYoutube Live あるけど来る？〜vol.2〜（2020年1月16日、新宿ネイキッドロフト）[15] - YouTube配信[16]
- MISS CIRCLE CONTEST 2021 ファイナル（2021年11月13日、都内）
- KOBE COLLECTION 2021 TRIP（2021年11月27日、神戸市明石町特設会場）